# 曼隆學院
曼隆學院（Menlo College，當地常稱：Menlo）是位於美國加利福尼亞州硅谷小鎮阿瑟頓的一所四年制本科私立學院，1927年成立，當時是男子中學。2015年《美國新聞與世界報道》“西部地區大學”排名中排在第8位。

## 外部連結
- Menlo College （页面存档备份，存于）
- Menlo College Athletics （页面存档备份，存于）
- College Board Information （页面存档备份，存于）